# Loving Annabelle
Loving Annabelle ist ein US-amerikanisches Independent-Drama aus dem Jahr 2006, in dem sich eine Lehrerin eines katholischen Mädcheninternats und eine ihrer Schülerinnen ineinander verlieben. Die Hauptrollen spielen Diane Gaidry und Erin Kelly.

## Handlung
Bereits von zwei Schulen geflogen, kommt die 17-jährige Senatorentochter Annabelle schließlich in das katholische Mädcheninternat zur Heiligen Theresa, das von der strengen Mutter Immaculata geleitet wird. Dort wirft sie dann schon bald ein Auge auf die 32-jährige, engagierte Literatur-Lehrerin Simone Bradley. Zuerst wird sie von dieser als Unruhestifterin angesehen, jedoch erkennt Simone bald, dass sehr viel mehr in Annabelle steckt und sie eine überaus kluge, aufmerksame und für ihr Alter erstaunlich erwachsene junge Frau ist.
Bald schon landet Annabelle bei Mutter Immaculata, die ihr befiehlt, an jedem Tag, an dem sie sich weigert, ihre buddhistische Gebetskette abzulegen (die gegen die Kleidungsvorschriften des Internats verstößt) und sich ein großes hölzernes Kreuz umzuhängen. Simone kann Annabelle in einem späteren Gespräch jedoch davon überzeugen, die Gebetskette abzunehmen.
Zwischen Annabelle und Simone entsteht eine Freundschaft. Annabelle findet heraus, dass Simones große Liebe eine Frau war, die jedoch Selbstmord begangen hat. Simone lebt inzwischen in einer offensichtlich sehr unglücklichen Beziehung mit ihrem Freund Michael. Ihr wird jedoch klar, dass Annabelle diejenige ist, die in ihr wieder die Gefühle weckt, die sie lange unterdrückt hat. Annabelle, die sich inzwischen längst in Simone verliebt hat, versucht immer wieder, ihr näher zu kommen. Nach mehreren Annäherungsversuchen Annabelles und ebenso vielen (allerdings nicht sehr überzeugenden) Zurückweisungen von Simone verbringen sie eine gemeinsame Liebesnacht. Diese Affäre ist dazu bestimmt, alles zu erschüttern, an das Simone bisher geglaubt hat.
Gleich am Morgen nach der Liebesnacht werden sie von Mutter Immaculata (halb angezogen) im Zimmer ertappt und Simone wird schließlich verhaftet.
Auf der DVD gibt es ein alternatives Ende, in dem die Anklage gegen Simone fallen gelassen wird.

## Kritik
„In Anlehnung an den Klassiker Mädchen in Uniform (1931) gibt sich der Film zwar libertinär, scheitert jedoch an seiner inszenatorischen Durchschnittlichkeit. Im letzten Drittel bietet er nur noch Klischees zu vermeintlichen Tabu-Themen.“

## Auszeichnungen
- Audience for Best Feature beim Outfest - Gay & Lesbian Film Festival
- Best Actress (Diane Gaidry) beim Outfest - Gay & Lesbian Film Festival
- Audience Award Best Actress (Katherine Brooks) beim Atlanta Film Festival 2006
- Jury Award (Katherine Brooks) beim Paris Cinema Festival 2006
- Q Award Narrative Feature (Katharine Brooks) beim Fort Worth Gay and Lesbian International Film Festival
- Best Narrative Feature beim Austin G&L Film Festival
- Best Feature beim Long Island G&L Festival
- Best Feature beim Barcelona Festival
- Audience Award beim Melbourne Festival
- Audience Award beim Montreal Image Out Film Festival
- Best Feature bei Atlanta Out on Film